# Bartolomeo Cavaceppi

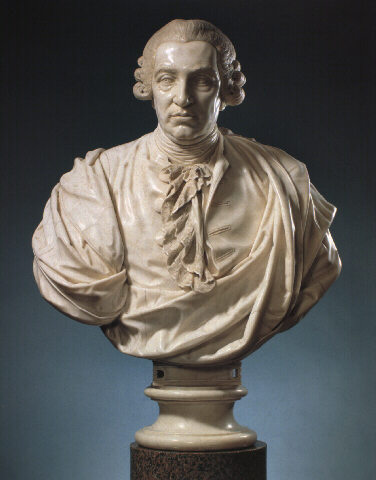
Agostino Paradisi, 1780.

Bartolomeo Cavaceppi (Roma 1716- 9 de diciembre de 1799) fue un escultor y restaurador italiano.

## Biografía
En 1729 entró en un estudio de escultura, para posteriormente, en 1732, cursar estudios de restauración en la Accademia di San Luca. Enseguida se labró una merecida fama de resturador, traspasando su nombre las fronteras transalpinas, gracias al apoyo del cardenal Alessandro Albani, el principal anticuario de Roma.
Su relación con el cardenal le permitió obtener numerosos encargos por parte de muchos viajeros extranjeros que se encontraban de paso en Roma, en particular de coleccionistas británicos durante su Gran Tour. En ese clima de fervor coleccionista, típico de la mitad del siglo XVIII, su taller se hizo célebre entre los coleccionistas más prestigiosos del continente europeo, destacando entre ellos Federico II de Prusia y Catalina II de Rusia. Fue también amigo de Winckelmann, al que acompañó en su último viaje a Alemania en 1768.
Sus trabajos de restauración sobre las esculturas más importantes de los Museos Capitolinos, bajo el pontificado de los papas Benedicto XIV y Clemente XIII, han quedado consignadas en la obra Raccolta d'antiche statue, busti, teste cognite..., Roma 1769-1772. Raramente firmó sus trabajos. Algunas esculturas suyas se confundieron en la época con antigüedades originales. La actividad como escultor de Cavaceppi se centró sobre todo en la copia de estatuas antiguas, si bien también produjo obra original, entre las que se pueden destacar Carlos I, Cerere, Diana, Federico II, realizadas bajo las premisas del emergente estilo neoclásico.